# Симетрија454
Symmetry454 (Sym454) је предлог за реформу грегоријанског календара. То је вечни соларни календар који задржава традиционалну 7-дневну недељу, има симетричне и једнаке квартале (тромесечја) а сваки месец почиње понедељком.

## Година поSymmetry454календару
Предложени календар изгледа овако:
| пон | уто | срд | чет | пет | суб | нед |
| 1   | 2   | 3   | 4   | 5   | 6   | 7   |
| 8   | 9   | 10  | 11  | 12  | 13  | 14  |
| 15  | 16  | 17  | 18  | 19  | 20  | 21  |
| 22  | 23  | 24  | 25  | 26  | 27  | 28  |

| пон | уто | срд | чет | пет | суб | нед |
| 1   | 2   | 3   | 4   | 5   | 6   | 7   |
| 8   | 9   | 10  | 11  | 12  | 13  | 14  |
| 15  | 16  | 17  | 18  | 19  | 20  | 21  |
| 22  | 23  | 24  | 25  | 26  | 27  | 28  |
| 29  | 30  | 31  | 32  | 33  | 34  | 35  |

| пон | уто | срд | чет | пет | суб | нед |
| 1   | 2   | 3   | 4   | 5   | 6   | 7   |
| 8   | 9   | 10  | 11  | 12  | 13  | 14  |
| 15  | 16  | 17  | 18  | 19  | 20  | 21  |
| 22  | 23  | 24  | 25  | 26  | 27  | 28  |

| пон | уто | срд | чет | пет | суб | нед |
| 1   | 2   | 3   | 4   | 5   | 6   | 7   |
| 8   | 9   | 10  | 11  | 12  | 13  | 14  |
| 15  | 16  | 17  | 18  | 19  | 20  | 21  |
| 22  | 23  | 24  | 25  | 26  | 27  | 28  |

| пон | уто | срд | чет | пет | суб | нед |
| 1   | 2   | 3   | 4   | 5   | 6   | 7   |
| 8   | 9   | 10  | 11  | 12  | 13  | 14  |
| 15  | 16  | 17  | 18  | 19  | 20  | 21  |
| 22  | 23  | 24  | 25  | 26  | 27  | 28  |
| 29  | 30  | 31  | 32  | 33  | 34  | 35  |

| пон | уто | срд | чет | пет | суб | нед |
| 1   | 2   | 3   | 4   | 5   | 6   | 7   |
| 8   | 9   | 10  | 11  | 12  | 13  | 14  |
| 15  | 16  | 17  | 18  | 19  | 20  | 21  |
| 22  | 23  | 24  | 25  | 26  | 27  | 28  |

| пон | уто | срд | чет | пет | суб | нед |
| 1   | 2   | 3   | 4   | 5   | 6   | 7   |
| 8   | 9   | 10  | 11  | 12  | 13  | 14  |
| 15  | 16  | 17  | 18  | 19  | 20  | 21  |
| 22  | 23  | 24  | 25  | 26  | 27  | 28  |

| пон | уто | срд | чет | пет | суб | нед |
| 1   | 2   | 3   | 4   | 5   | 6   | 7   |
| 8   | 9   | 10  | 11  | 12  | 13  | 14  |
| 15  | 16  | 17  | 18  | 19  | 20  | 21  |
| 22  | 23  | 24  | 25  | 26  | 27  | 28  |
| 29  | 30  | 31  | 32  | 33  | 34  | 35  |

| пон | уто | срд | чет | пет | суб | нед |
| 1   | 2   | 3   | 4   | 5   | 6   | 7   |
| 8   | 9   | 10  | 11  | 12  | 13  | 14  |
| 15  | 16  | 17  | 18  | 19  | 20  | 21  |
| 22  | 23  | 24  | 25  | 26  | 27  | 28  |

| пон | уто | срд | чет | пет | суб | нед |
| 1   | 2   | 3   | 4   | 5   | 6   | 7   |
| 8   | 9   | 10  | 11  | 12  | 13  | 14  |
| 15  | 16  | 17  | 18  | 19  | 20  | 21  |
| 22  | 23  | 24  | 25  | 26  | 27  | 28  |

| пон | уто | срд | чет | пет | суб | нед |
| 1   | 2   | 3   | 4   | 5   | 6   | 7   |
| 8   | 9   | 10  | 11  | 12  | 13  | 14  |
| 15  | 16  | 17  | 18  | 19  | 20  | 21  |
| 22  | 23  | 24  | 25  | 26  | 27  | 28  |
| 29  | 30  | 31  | 32  | 33  | 34  | 35  |

| пон | уто | срд | чет | пет | суб | нед |
| 1   | 2   | 3   | 4   | 5   | 6   | 7   |
| 8   | 9   | 10  | 11  | 12  | 13  | 14  |
| 15  | 16  | 17  | 18  | 19  | 20  | 21  |
| 22  | 23  | 24  | 25  | 26  | 27  | 28  |
| 29  | 30  | 31  | 32  | 33  | 34  | 35  |

(Последњих 7 дана децембра (сиво) су интеркалирани дани који се додају само на крај преступне године)
Идеја да месеци имају 4 или 5 целих седмица није нова, предлагали су је 1970-их Chris Carrier за Бонавијски грађански календар и Joseph Shteinberg за његов "Calendar Without Split Weeks"© ("Календар без подељених недеља"). Док први календар има 5+4+4 седмице у кварталу а други 4+4+5, календар Symmetry454 има симетрично расподељене 4+5+4 седмице, по чему је и назван (обратите пажњу да нема размака између "Symmetry" и "454"). 
Једнолики квартали су добри за пословне сврхе јер помажу у фискалном планирању и анализи.
Сви месеци имају цео број седмица, тако да ниједан месец нема делимичну седмицу. Сваки дан у месецу пада на исти дан седмице у свим месецима.
Тиме су сви празници, рођендани, годишњице итд. трајно фиксирани, као и редни бројеви дана и седмица унутар године.

## Правило за преступну годину
За разлику од Светског календара (The World Calendar©) или Међународног фиксног календара (познатог и као 13-месечни календар), овде нема појединачно заказаних интеркалационих „празних“ дана, који су изван традиционалног седмичног циклуса (и који би довели до разлаза између календарског и традиционалног дана у недељи/тједну). Усклађивање седмичног циклуса са даном Нове године се уместо тога врши коришћењем преступне седмице, која се додаје сваких 6 или 5 година. У преступним годинама децембар постаје 5-недељни месец. Преступна седмица је показана сивим текстом у горе приказаној календарској години.
Преферирано правило за преступну годину у Symmetry454 се заснива на циклусу од 293. године који има 52 преступне године, што једноликије распоређене:
Година је преступна ако је остатак дељења (52×година +166)/293 мањи од 52. 
Аритметика овог израза изазива преступне године у субциклусима од (6+6+5)=17 година или (6+5)=11 година, који се затим групишу у 4×(17+17+17+11) + (17+17+11) = 4×62 + 45 = 293. године.
Овакав циклус (означен са 52/293) даје трајање просечне календарске године од 365+71/293 дана, тј. 365 дана, 5 сати, 48 минута и око 56,5 секунди, што је намерно мало краће од данашње средње тропске године од 365 дана, 5 сати, 49 минута, 0 секунди (средње сунчево време).

## Календарска аритметика
Календарски калкулатор Kalendis (види Спољне повезнице доле) приказује календар Symmetry454 и претвара датуме између овог и разних других календара. 
Аритметика календара је у потпуности документована и стављена у јавни домен за бесплатну примену на компјутерима. 
Званично Symmetry454 тече од 1. јануара/јануара 2005, прве Нове године од његовог настанка, мада се сматра да је ретроактивно кренуо 1. јануара/јануара 1. године н. е. (као и Грегоријански календар). 

## Ускрс на фиксни датум
На основу анализе учесталости расподеле грегоријанског или астрономског Ускрса, предложено је да недеља, 7. април по Symmetry454 календару буде фиксни дан Ускрса. Пошто недеља може бити само дан дељив са 7, мало је дана на који може пасти Ускрс. Три датума са највећом учестаношћу су 28. март/марта, те 7. и 14. април. Избором средњег датума, 7. априла, Ускрс би био фиксиран на својој медијанској позицији унутар свог опсега расподеле.